# Prača (Republika Serbska)
Prača (cyr. Прача) – wieś w Bośni i Hercegowinie, w Republice Serbskiej, w mieście Sarajewo Wschodnie, w gminie Pale. W 2013 roku liczyła 125 mieszkańców.